# 탄현중학교
탄현중학교(炭縣中學校)는 대한민국 경기도 파주시 탄현면 축현리에 있는 공립 중학교이다.

## 학교 연혁
- 1978년 11월 29일 : 탄현중학교 12학급 설립 인가
- 1979년 3월 1일 : 초대 허홍 교장 취임
- 1979년 4월 25일 : 교사 준공 및 개교식
- 1982년 2월 16일 : 제1회 233명 졸업
- 2007년 12월 1일 : 4층 교사 신축
- 2023년 9월 1일 : 제16대 김교선 교장 취임
- 2023년 12월 22일 : 양지관 준공
- 2024년 1월 5일 : 제43회 84명 졸업(누계 4,839명)
- 2024년 3월 4일 : 신입생 73명 입학

## 참고 자료
- 탄현중학교 - 한국교육학술정보원 학교알리미